# Environnement au Guatemala
L'environnement au Guatemala est l'environnement (ensemble des éléments - biotiques ou abiotiques - qui entourent un individu ou une espèce et dont certains contribuent directement à subvenir à ses besoins) du pays Guatemala. Pays d'Amérique Centrale, c'est un des 14 pays abritant les grandes forêts tropicales. Le reste de son territoire est composé de montagnes et hauts-plateaux, de sols volcaniques, et de plaines côtières à l'est et à l'ouest.
Les activités humaines sont l'agriculture, la déforestation (en partie pour produire agrocarburants et huile de palme), l'exploitation des ressources minières et pétrolières. Le pays connait une pollution de l'eau, de l'air, et la gestion des déchets est préoccupante. Le Guatemala compte néanmoins 21 Parcs nationaux ainsi que des réserves de biosphères.
Le Guatemala est l'un des pays les plus exposés aux phénomènes météorologiques et tectoniques (séismes, ouragans...).
Les forêts couvrent en 2019 moins de 30 % du territoire, contre plus de 40% au début des années 2000. D'après les Nations unies, « la faiblesse des institutions conjuguée à la soif de profits » accroissent « la vulnérabilité socio-environnementale du Guatemala aux impacts du changement climatique et aux catastrophes naturelles ». Le pays doit aussi faire face à la contamination des sols, de l’eau et de l’air, et à la dégradation de la biodiversité.

## Biodiversité

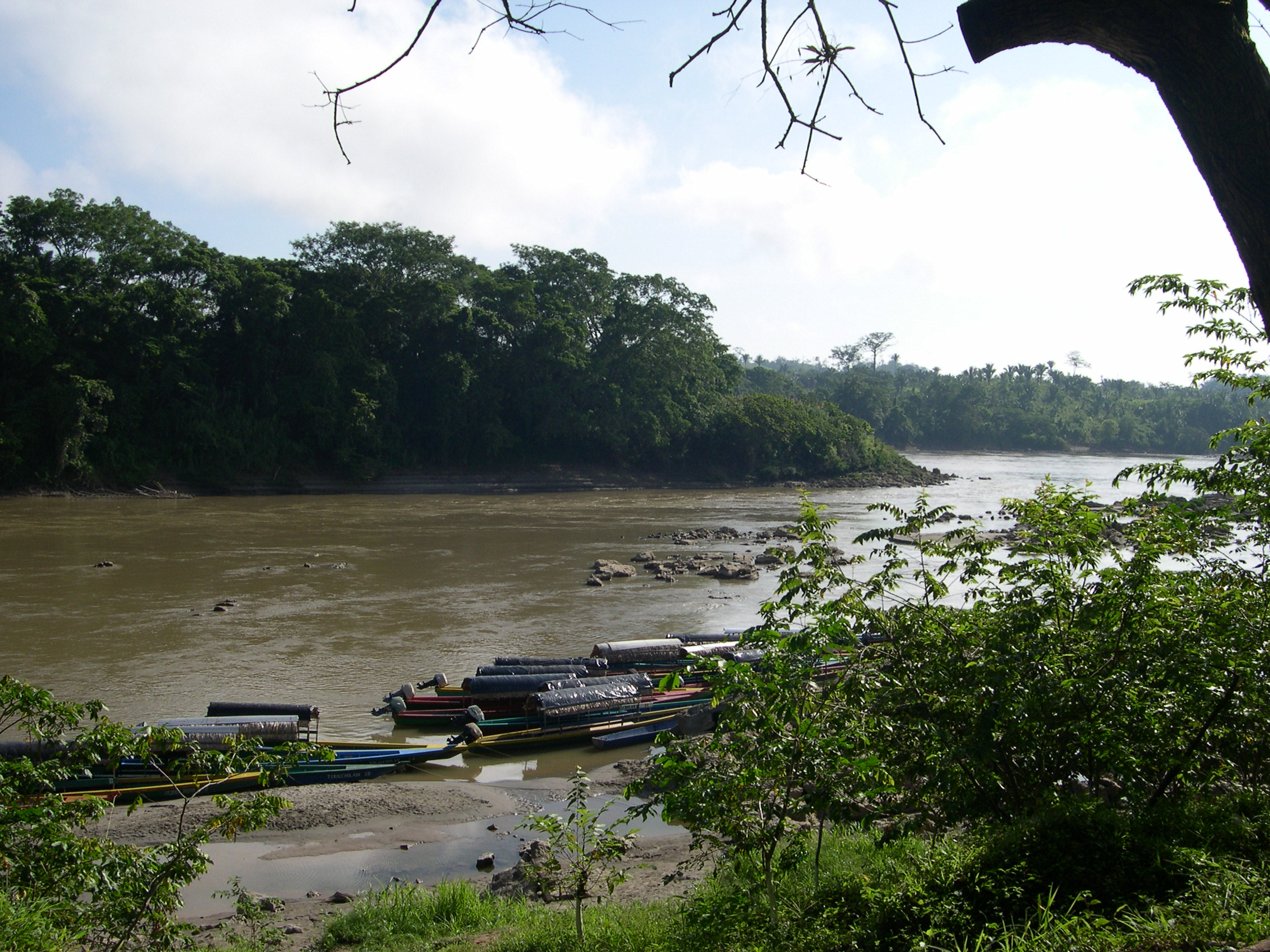
Vue du fleuve Usumacinta

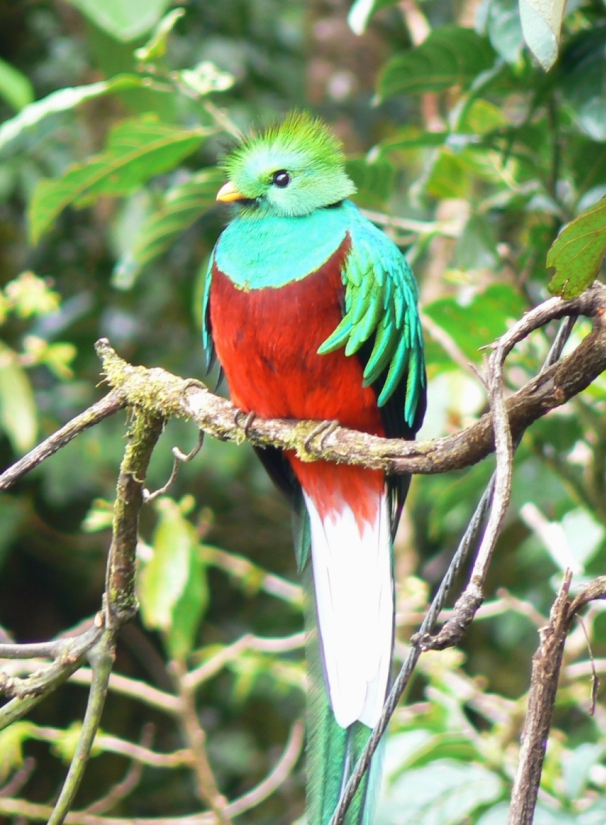
Quetzal resplendissant, symbole national du Guatemala

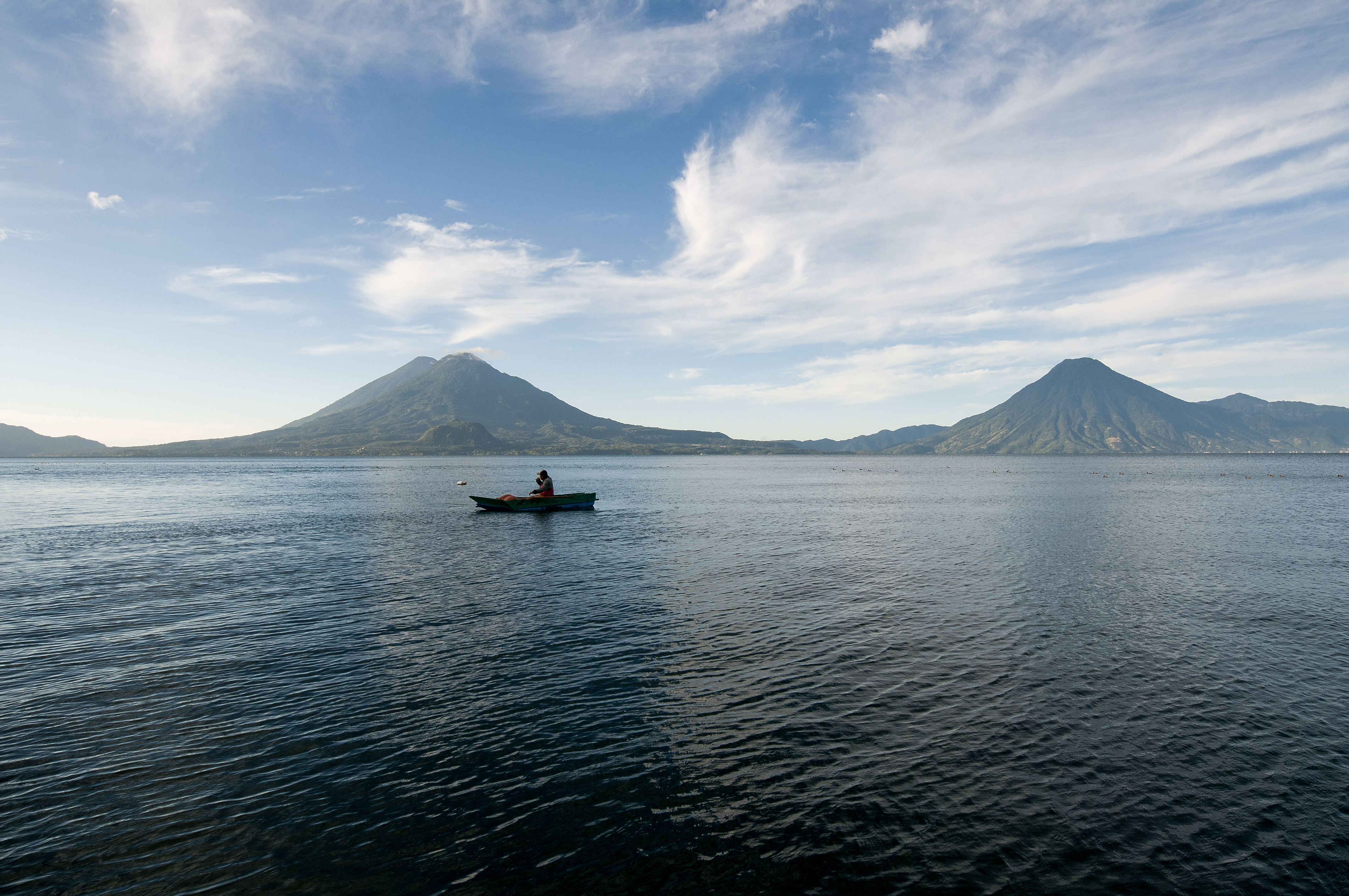
Le lac Atitlán, dans le département de Sololá au Guatemala, considéré comme l'un des plus beaux au monde.

Le Guatemala est un pays montagneux (l'altitude allant jusque 4 220 mètres), sauf le long des côtes (longues de 400 km) où l'on trouve des plaines. Le climat est tropical, quoique plus tempéré en altitude. On peut distinguer trois zones géographiques distinctes :
- les hauts-plateaux de montagnes et de volcans ;
- la forêt tropicale humide du Petèn ;
- la plaine côtière au climat relativement chaud.

Le Guatemala se compose de 19 écosystèmes différents. C'est un des 14 pays abritant les grandes forêts tropicales. Sont dénombrées : 250 espèces de mammifères, 600 d'oiseaux, 200 de reptiles et d'amphibiens ainsi que de nombreux papillons et autres insectes. Le quetzal resplendissant est une espèce emblématique du pays.
Le Guatemala compte 21 Parcs nationaux ainsi que des réserves de biosphère.

## Impacts sur les milieux naturels
Au Guatemala, 130 000 ha de terres sont consacrés à la culture d'huile de palme, à la suite d'une importante déforestation, principalement dans le nord et le sud du pays. La biodiversité est affectée, par la réduction du milieu de vie de nombreuses espèces.

### Activités humaines

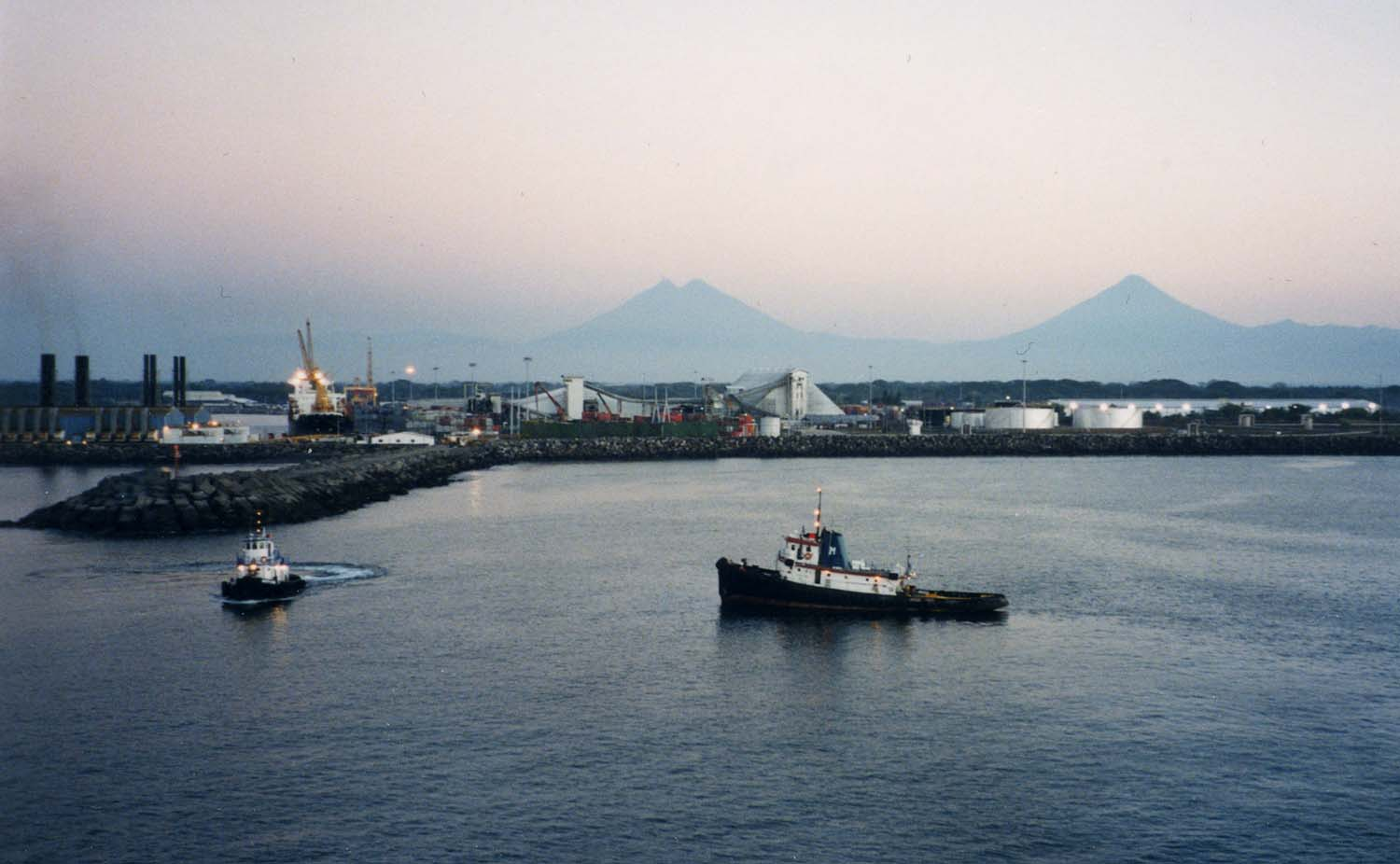
Puerto Quetzal
Escuintla

La terre, plutôt fertile car volcanique, a permis le développement de l'agriculture. Les produits sont le café, le sucre, les bananes, la cardamome, les noix de muscade (le pays en est le premier producteur mondial)...
La forêt est une ressource importante de bois, utilisé sur place ou exporté. En 2022, le Guatemala fait partie des 50 États en bonne voie pour mettre fin à la déforestation sur leur territoire d’ici à la fin de la décennie (soit d'ici 2030).
Le tourisme est également développé.

Certains des sites touristiques du Guatemala.
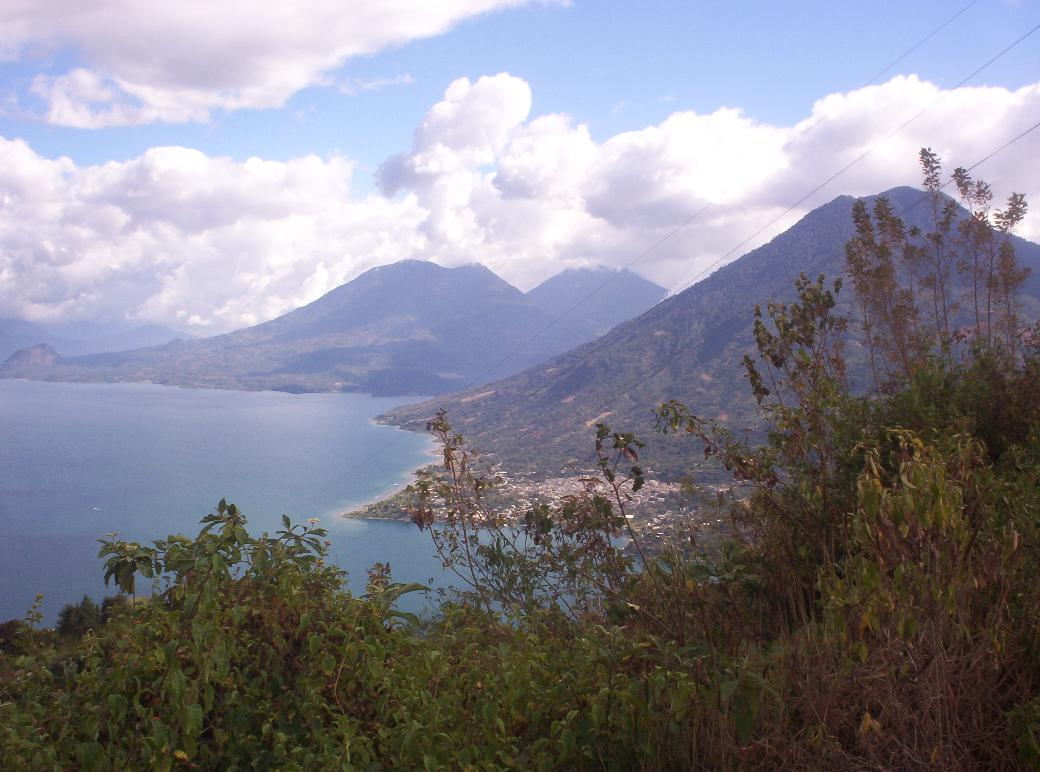
Lac Atitlán, Sololá.
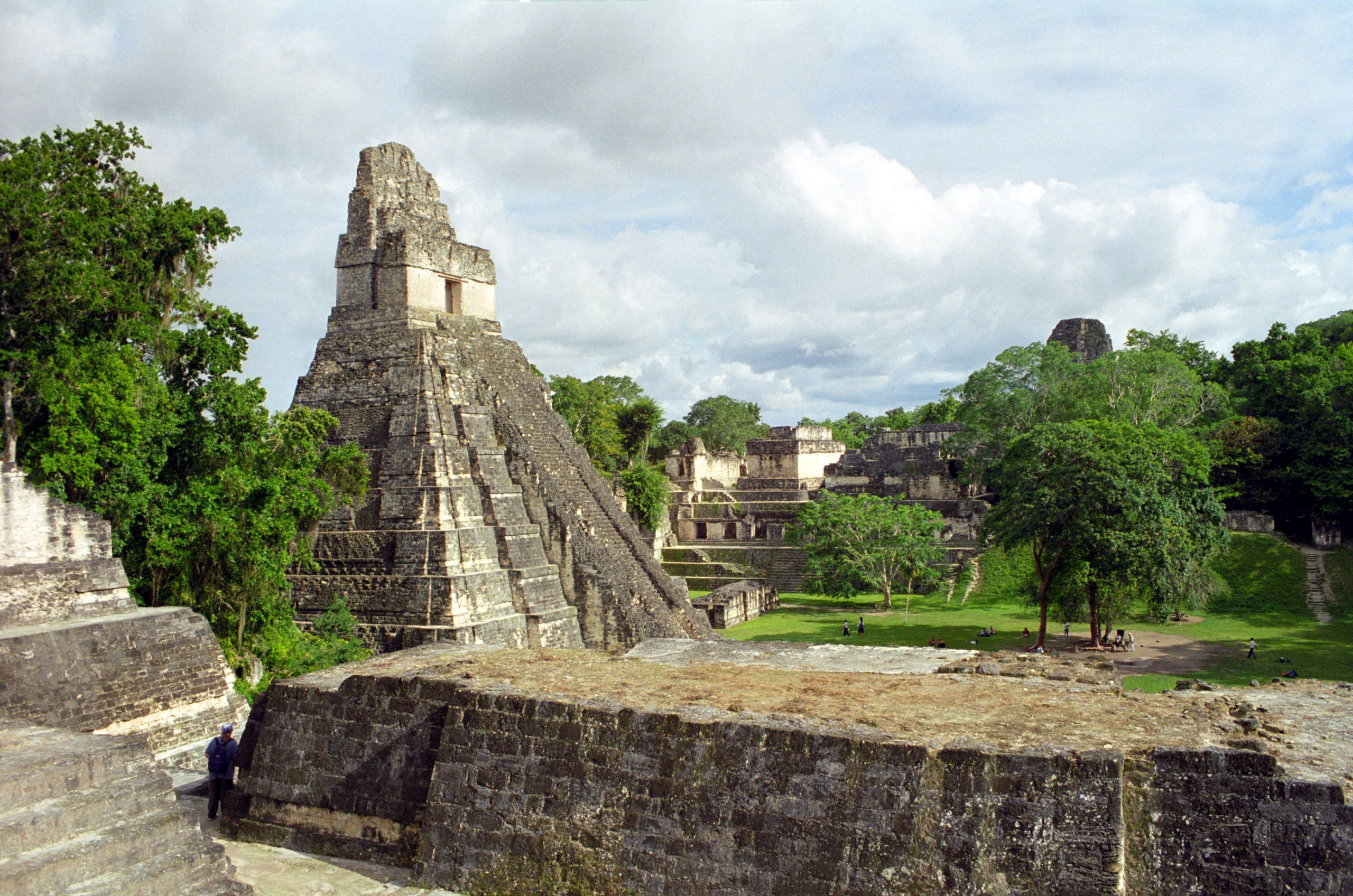
Tikal, Petén.
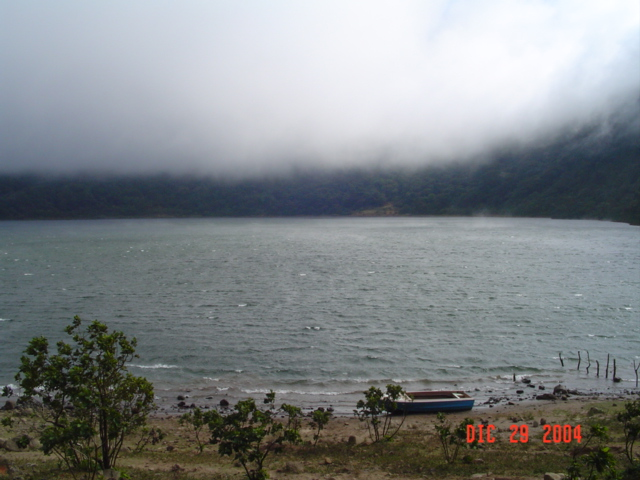
Ipala (volcan), Chiquimula.
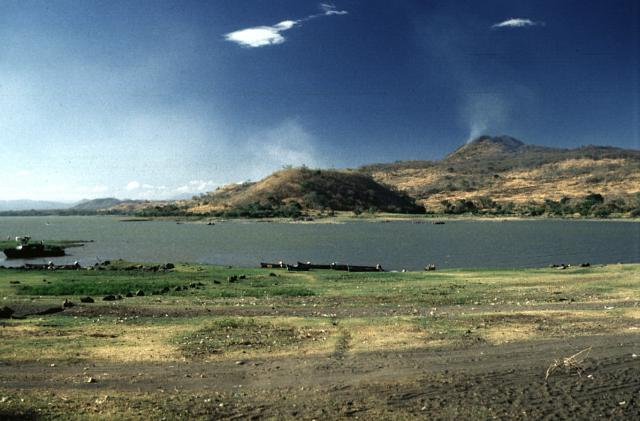
Lac Guija, Jutiapa.
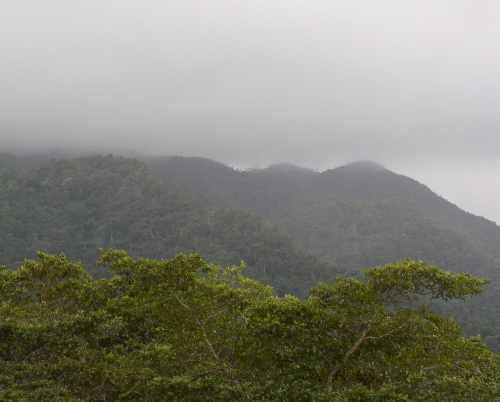
Monts Maya, Petén.

### Pression sur les ressources non renouvelables
De nombreuses ressources naturelles sont disponibles :
| - le nickel - le zinc - le plomb | - le cuivre - l'antimoine - le tungstène |

Et également dans une moindre mesure le mercure et l'uranium. Le Guatemala possède également au Petén quelques gisements de pétrole qui sont exploités depuis 1975.

### Pollutions

#### Émissions de gaz à effet de serre (GES)
C'est en 2005 que les émissions de CO2 par habitant ont atteint leur maximum, avec 0,98 tonne par habitant. En 2010, le Guatemala était le 154e pays le plus émetteur de CO2 par habitant au monde, avec 0,77 tonne par habitant.
En terme d'émissions totales de dioxyde de carbone, en 2002, le pays était le 88e plus émetteur, avec 10 302 milliers de tonnes, soit moins de 1 % du total des émissions mondiales.

#### Pollution de l'air
En ville, l'air est chargé de particules de poussières issues des routes, et de gaz polluants émis par des véhicules très vieux. En milieu rural, la cuisson alimentaire à l'aide de feux de plein air (avec parfois du plastique ajouté au feu) émet du monoxyde de carbone et participe à la mauvaise qualité de l'air.
L'accumulation de déchets émettant du méthane provoque des incendies fréquents et polluants.

#### Pollution de l'eau
Le lac Amatitlán souffre de rejets de déchets ménagers et industriels.
La pollution de l’eau par les projets extractifs est un problème majeur, particulièrement autour de la mine Marlin de Goldcorp. Aux alentours de cette mine, la concentration en aluminium, nitrates, arsenic et manganèse dans l’eau de consommation des populations dépassait largement les limites acceptables.

#### Gestion des déchets
Les décharges sont nombreuses dans le pays. Certains habitants de bidonvilles y collectent des déchets afin de survivre.
« 
Sur une décharge, travaillent des milliers d’enfants, de jeunes et d’adultes ; ils récupèrent du plastique, du fer, des bouteilles, du papier, du carton, etc. Grâce à ce travail, des centaines de familles survivent dans la peine. Cette terre est sans cesse remuée. D’abord lorsque des adultes mais aussi des enfants fouillent pour récupérer ce qu’ils pourront revendre. Enfin cette terre est repoussée par les tracteurs afin de combler le ravin.

C’est une terre très travaillée. Il y a des éboulements, des effondrements. Il n’est pas rare que des enfants tombent et meurent ensevelis sous la masse de terre mêlée d’ordures. C’est aussi une terre qui tue. »
— Paroles prononcées par un groupe de personnes vivant aux abords de la décharge publique de Guatemala Ciudad, en juillet 1989
.

### Impacts de l'urbanisation

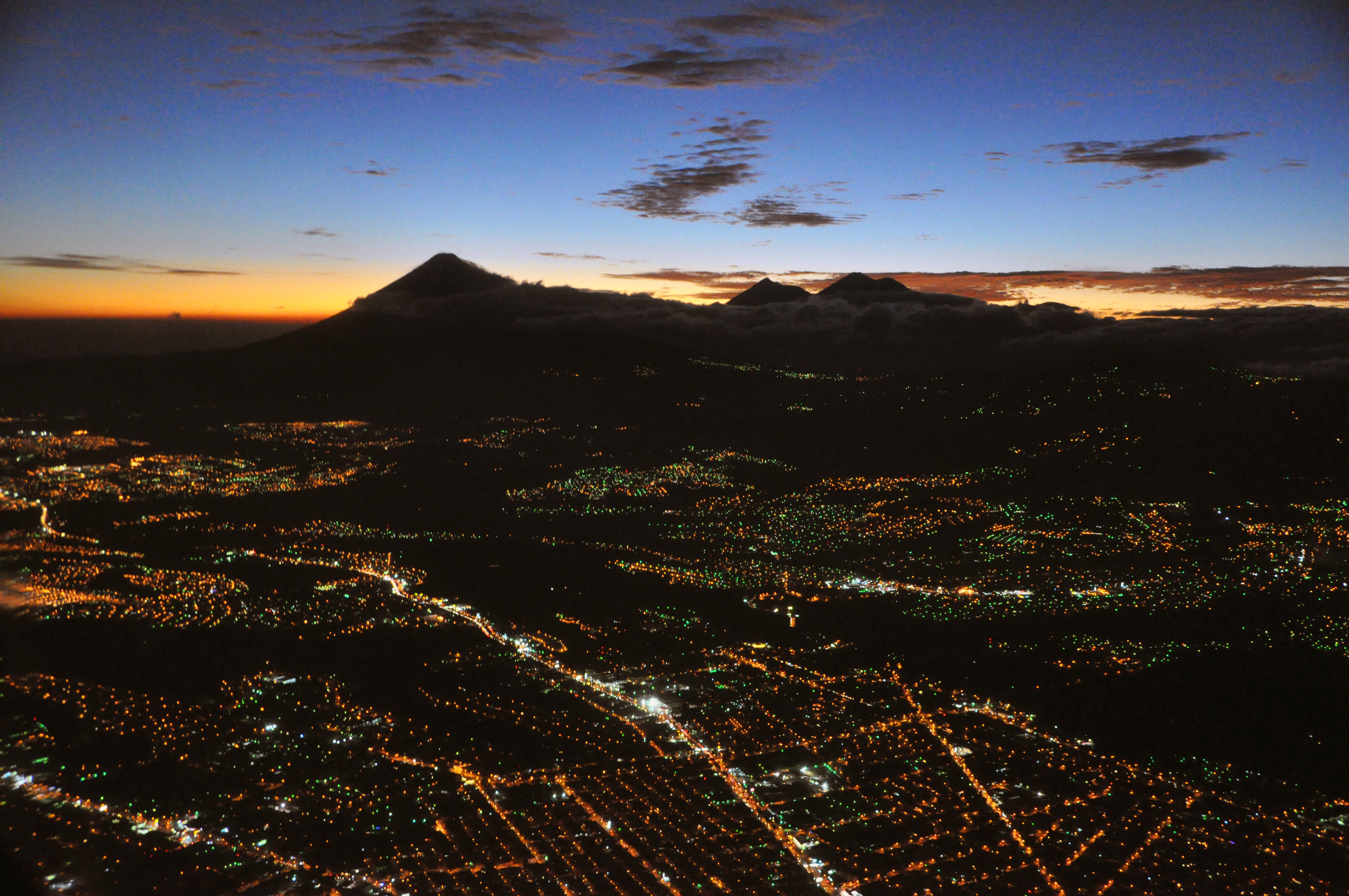
Ville de Guatemala la nuit.

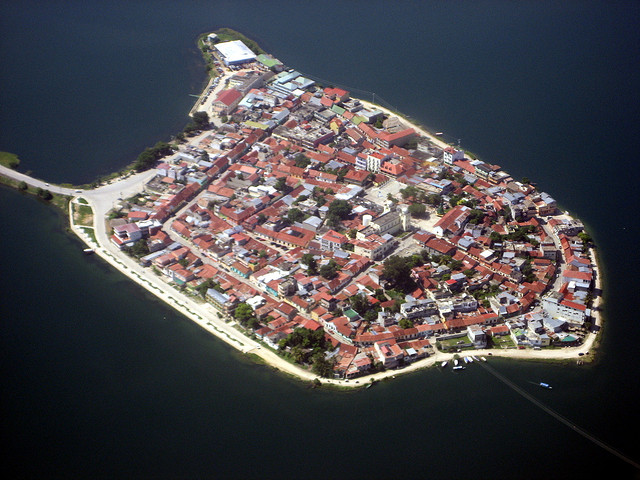
Flores (Petén)

La plupart des grandes villes sont situées dans le sud du pays. Parmi les grandes villes, citons Guatemala Ciudad, Antigua, Quetzaltenango
et Escuintla.
Certains secteurs ont connu une expansion urbaine anarchique.

### Changement climatique
En 2017, la lagune d'Atescatempa disparait, victime du changement climatique.

## Exposition aux risques
Le Guatemala est l'un des pays les plus exposés aux phénomènes météorologiques et tectoniques ; il est exposé à de multiples aléas naturels : inondations, tempêtes, incendies, glissements de terrain, séismes, ouragans, coulées de boue...
- Le 4 février 1976, au Guatemala, un séisme à Guatemala-City fit environ 22 000 victimes[12].
- En 1998, l'ouragan Mitch, parmi les ouragans les plus intenses depuis que sont enregistrées des données météorologiques, fit plus de 9 000 morts en Amérique centrale[13]. Avec le passage de l’ouragan Mitch, des précipitations catastrophiques engendrèrent d’importantes inondations au Guatemala également. 5 969 personnes furent évacuées préventivement. C’est le nord-est du pays qui a été le plus sévèrement touché par Mitch. Au 9 novembre, on diagnostiquait 258 tués et 120 disparus ainsi que 723 581 personnes encore en difficultés. Les dégâts matériaux furent moins importants qu'au Honduras et au Nicaragua ; néanmoins, 32 ponts, 40 routes et 19 000 habitations ont été détruits ou endommagés. L'impact pour l’agriculture fut catastrophique, 95 % de la production nationale de banane fut détruite, entre 25 et 60 % pour le maïs, le haricot, le café et la canne à sucre. On constata aussi une perte de 30 % du bétail.
- En 2005, des coulées de boue ont enseveli plusieurs villages et causé la mort de près de 2 000 personnes[14].

En 2018, au moins 16 militants écologistes ont été assassinés au Guatemala.

## Politique environnementale au Guatemala

Drapeau du Guatemala, avec le quetzal resplendissant

Le quetzal resplendissant est un symbole national, incorporé au drapeau du pays dès sa création.
Le Guatemala n'était pas concerné par le protocole de Kyoto. La conférence de Copenhague de 2009 sur le climat est l'occasion de renégocier un accord international sur le climat remplaçant le protocole de Kyoto. Les pays émergents sont alors intégrés au processus.
La protection de l'environnement et l'utilisation responsable des ressources naturelles sont des objectifs stratégiques du gouvernement. Des programmes conjoints avec des agences de l'ONU (Organisation des Nations unies) et des partenaires nationaux et locaux ont impulsé la mise en place d'actions locales de protection de l'environnement : gestion des ressources en eau et forestière, assainissement... Les lois et institutions demeurent faibles. Les habitants de Carmelita, située au cœur de la réserve de biosphère Maya, sont un exemple de communauté locale protégeant bien les 50 000 hectares de forêt de leur territoire.
À l'horizon 2030, le pays souhaite développer la production d'énergies renouvelables (hydroélectricité, géothermie) mais aussi d'agrocarburants, de gaz naturel et de pétrole.

### Évaluation environnementale globale
En 2015, l'organisation Global Footprint Network (GFN) indique que le Guatemala a un déficit écologique. La biocapacité par personne s'élève à environ 1 hag (hectare global par habitant), l'empreinte écologique par personne à 1,7 hag. C'est notamment l'empreinte de la consommation de bois (environ 0,6 hag) qui est deux fois plus élevée que la capacité forestière ; le bilan carbone est également légèrement négatif.